# Biserica de lemn din Caliceanca
Biserica „Adormirea Maicii Domnului” din Caliceanca (suburbie a Cernăuților) datează din 1783, când a fost ridicată inițial în centrul orașului, în locul vechii Biserici Domnești. Ea a fost mutată pe actualul loc din Caliceanca în anul 1876.
Așezată pe soclu de piatră, bisericuța are plan de navă, fiind construită din bârne îmbinate în „coadă de rândunică”. Acoperișul este înalt, cu pantă mare, azi fiind din tablă (inițial era din șindrilă).

## Legături externe
- http://www.derev.org.ua/bukov/chernivtsi-kalychanka_e.htm